# Danski-Bokmål jezici
Danski-bokmål jezici, jedan od tri ogranaka istonoskandinavskih jezika, čiji je jedini član jezik bokmål ili bokmaal koji se govori u Norveškoj gdje je, uz nynorsk, jedan je od dva službena jezika. Danski-bokmål (s jednim), danski-riksmal (s dva) i švedski ogranak (s jednim; dva su izgubila status jezika) pripadaju danskošvedskoj podskupini, jedinoj na koju se granaju istočnoskandinavski jezici.

## Vanjske poveznice
- Ethnologue (14th)
- Ethnologue (15th)